# Niccolò I Zorzi
Niccolò I Zorzi (... – 1345) è stato un nobile italiano.

## Biografia
Fu marchese di Bodonitsa e il primo membro della famiglia Zorzi di Venezia a ricoprire l'incarico, dal 1335 alla sua morte. Nel 1335, sposò Guglielma Pallavicini, erede di Bodonitsa e vedova di Bartolomeo Zaccaria.
Sebbene Niccolò fosse in buoni rapporti con la Compagnia Catalana, che allora governava il Ducato di Atene, si oppose all'omaggio annuale di quattro destrieri. Sebbene abbia tenuto il margraviato fino alla sua morte e i suoi discendenti abbiano continuato a governarlo fino alla conquista ottomana, sua moglie era "stanca di lui", secondo Kenneth Setton.
Lasciò tre figli:
- Francesco
- Giacomo
- Niccolò

ognuno dei quali governò il margraviato.

## Fonti
- (EN) Setton, Kenneth M. (general editor) A History of the Crusades: Volume III — The Fourteenth and Fifteenth Centuries. Harry W. Hazard, editor. University of Wisconsin Press: Madison, 1975.
- (EN) Setton, Kenneth M. Catalan Domination of Athens 1311–1380. Revised edition. Variorum: London, 1975.
- (EN) Latin Lordships of Greece: Boudonitza.